# Tennys Sandgren
Tennys Sandgren (ur. 22 lipca 1991 w Gallatin) – amerykański tenisista, olimpijczyk z Tokio (2020).

## Kariera tenisowa
Od roku 2011 jest tenisistą zawodowym.
W grze pojedynczej Sandgren jest zwycięzcą jednego turnieju o randze ATP World Tour, z Auckland (2019), gdzie w finale pokonał Camerona Norriego. Ponadto jest finalistą jednego turnieju tej samej kategorii. Najwyżej sklasyfikowany był na 41. miejscu w singlu (19 stycznia 2018) oraz na 115. w deblu (6 stycznia 2014).
W 2017 roku zadebiutował w imprezie Wielkiego Szlema podczas turnieju French Open. Odpadł wówczas w pierwszej rundzie po porażce z Michaiłem Kukuszkinem. W styczniu 2018 awansował do ćwierćfinału Australian Open eliminując m.in. Stana Wawrinkę (nr 9. ATP) i Dominika Thiema (nr 5. ATP). Odpadł po porażce z Chungiem Hyeonem.
Zagrał na igrzyskach olimpijskich w Tokio (2020). Z zawodów singlowych odpadł w 1. rundzie, natomiast w turnieju gry podwójnej zajął 4. miejsce, startując w parze z Austinem Krajickiem.

### Finały w turniejach ATP Tour
| Legenda                                      |
| -------------------------------------------- |
| Wielki Szlem                                 |
| Igrzyska olimpijskie                         |
| Tennis Masters Cup / ATP Finals              |
| ATP Masters Series / ATP Tour Masters 1000   |
| ATP International Series Gold / ATP Tour 500 |
| ATP International Series / ATP Tour 250      |

#### Gra pojedyncza (1–1)
| Końcowy wynik | Nr | Data             | Turniej  | Nawierzchnia | Przeciwnik     | Wynik finału     |
| ------------- | -- | ---------------- | -------- | ------------ | -------------- | ---------------- |
| Finalista     | 1. | 15 kwietnia 2018 | Houston  | Ceglana      | Steve Johnson  | 6:7(2), 6:2, 4:6 |
| Zwycięzca     | 1. | 12 stycznia 2019 | Auckland | Twarda       | Cameron Norrie | 6:4, 6:2         |

#### Gra podwójna (0–1)
| Końcowy wynik | Nr | Data             | Turniej       | Nawierzchnia | Partner         | Przeciwnicy               | Wynik finału      |
| ------------- | -- | ---------------- | ------------- | ------------ | --------------- | ------------------------- | ----------------- |
| Finalista     | 1. | 23 sierpnia 2019 | Winston-Salem | Twarda       | Nicholas Monroe | Łukasz Kubot Marcelo Melo | 7:6(6), 1:6, 3–10 |